# Pluto
|  | Per a altres significats, vegeu «Pluto (Disney)». |

Segons la mitologia grega, Pluto (en grec antic Πλουτω) va ser una oceànide, una nimfa, filla d'Oceà i de Tetis, que Hesíode cita a la seva llista d'oceànides.
Es va unir a Zeus, o potser a Tmolos, rei de Lídia, i va ser la mare de Tàntal. Segons l'Himne homèric a Dèmeter, era una de les companyes de Persèfone, Àrtemis i Atena.